# Campionati mondiali di sci alpino 2005
I Campionati mondiali di sci alpino 2005, 38ª edizione della manifestazione organizzata dalla Federazione Internazionale Sci si svolsero in Italia, a Bormio e a Santa Caterina Valfurva, dal 29 gennaio al 13 febbraio. Il programma incluse gare di discesa libera, supergigante, slalom gigante, slalom speciale e combinata, tutte sia maschili sia femminili, e una gara a squadre mista.

## Assegnazione e impianti

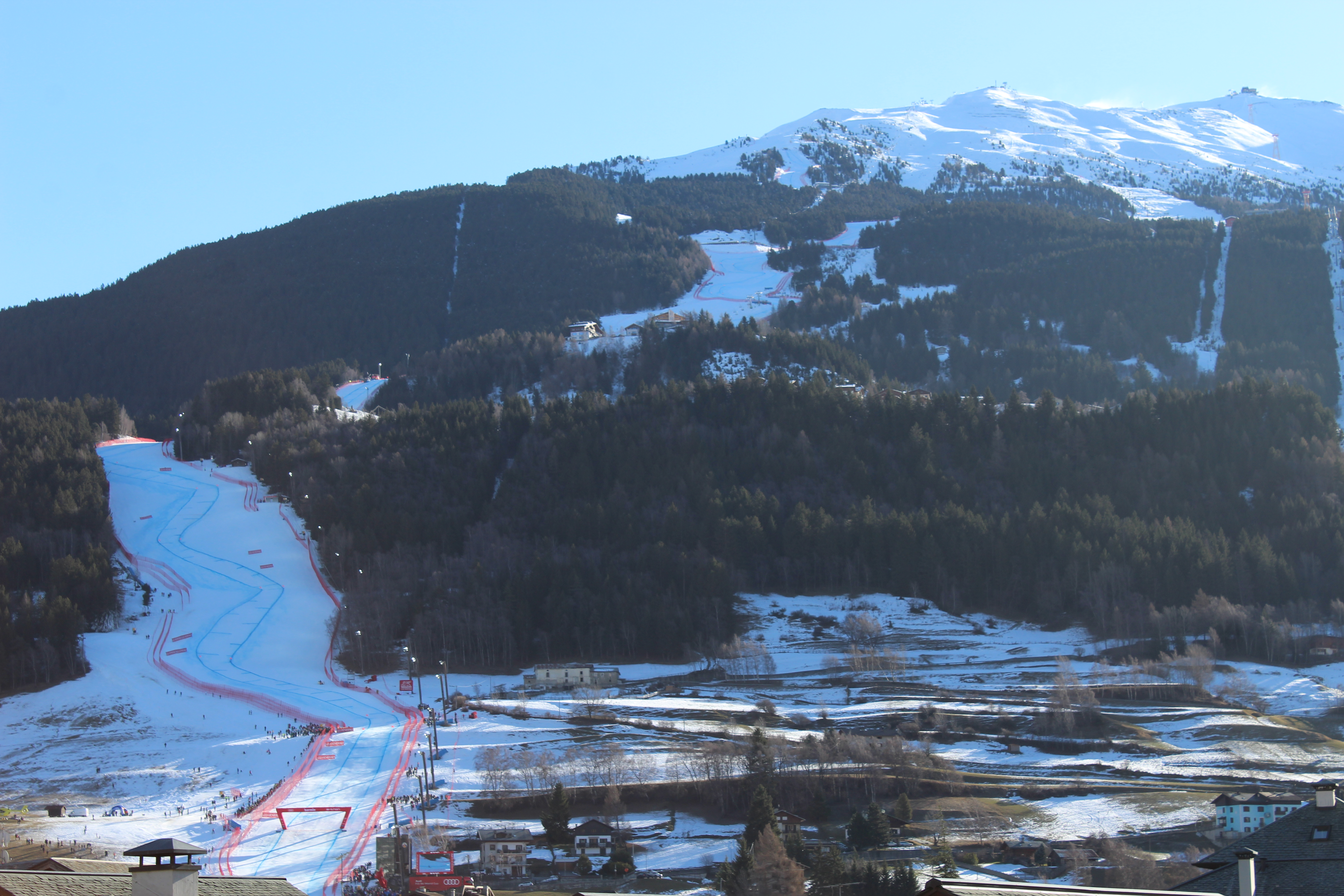
La pista Stelvio

Bormio ospitò per la seconda volta i Mondiali, dopo l'edizione del 1985. Le gare maschili e quella a squadre si disputarono sulla pista Stelvio di Bormio, quelle femminili sulla Deborah Compagnoni di Santa Caterina Valfurva, creata appositamente per l'occasione.

## Risultati

### Uomini

#### Discesa libera
| Pos. | Atleta             | Nazione     | Tempo   |
| ---- | ------------------ | ----------- | ------- |
| 1    | Bode Miller        | Stati Uniti | 1:56,22 |
| 2    | Daron Rahlves      | Stati Uniti | 1:56,66 |
| 3    | Michael Walchhofer | Austria     | 1:57,09 |
| 4    | Fritz Strobl       | Austria     | 1:57,17 |
| 5    | Bruno Kernen       | Svizzera    | 1:57,25 |
| 6    | Didier Défago      | Svizzera    | 1:57,37 |
| 7    | Aksel Lund Svindal | Norvegia    | 1:57,38 |
| 8    | Ambrosi Hoffmann   | Svizzera    | 1:57,40 |
| 9    | Hans Grugger       | Austria     | 1:57,52 |
| 9    | David Poisson      | Francia     | 1:57,52 |

Data: 5 febbraio

Località: Bormio

Pista: Stelvio

Partenza: 2 255 m s.l.m.

Arrivo: 1 268 m s.l.m.

Lunghezza: 3 186 m

Dislivello: 986 m

Ore: 11.45 (UTC+1)

Porte: 45

Tracciatore: Helmuth Schmalzl (FIS)

#### Supergigante
| Pos. | Atleta             | Nazione       | Tempo   |
| ---- | ------------------ | ------------- | ------- |
| 1    | Bode Miller        | Stati Uniti   | 1:27,55 |
| 2    | Michael Walchhofer | Austria       | 1:27,69 |
| 3    | Benjamin Raich     | Austria       | 1:28,23 |
| 4    | Hermann Maier      | Austria       | 1:28,40 |
| 5    | Marco Büchel       | Liechtenstein | 1:28,61 |
| 6    | Florian Eckert     | Germania      | 1:28,69 |
| 7    | Didier Défago      | Svizzera      | 1:29,16 |
| 7    | Aksel Lund Svindal | Norvegia      | 1:29,16 |
| 9    | David Poisson      | Francia       | 1:29,24 |
| 10   | Daron Rahlves      | Stati Uniti   | 1:29,25 |

Data: 29 gennaio

Località: Bormio

Pista: Stelvio

Partenza: 1 907 m s.l.m.

Arrivo: 1 268 m s.l.m.

Lunghezza: 2 091 m

Dislivello: 639 m

Ore: 11.45 (UTC+1)

Porte: 43

Tracciatore: Marius Arnesen (Norvegia)

#### Slalom gigante
| Pos. | Atleta             | Nazione     | Tempo   |
| ---- | ------------------ | ----------- | ------- |
| 1    | Hermann Maier      | Austria     | 2:50,41 |
| 2    | Benjamin Raich     | Austria     | 2:50,66 |
| 3    | Daron Rahlves      | Stati Uniti | 2:51,09 |
| 4    | Kalle Palander     | Finlandia   | 2:51,45 |
| 5    | Thomas Grandi      | Canada      | 2:51,82 |
| 6    | Aksel Lund Svindal | Norvegia    | 2:51,99 |
| 7    | Dane Spencer       | Stati Uniti | 2:51,99 |
| 8    | Rainer Schönfelder | Austria     | 2:52,47 |
| 9    | Fredrik Nyberg     | Svezia      | 2:52,90 |
| 10   | Bruno Kernen       | Svizzera    | 2:53,00 |

Data: 9 febbraio

Località: Bormio

Pista: Stelvio

Partenza: 1 696 m s.l.m.

Arrivo: 1 251 m s.l.m.

Dislivello: 445 m

1ª manche:

Ore: 9.30 (UTC+1)

Porte: 58

Tracciatore: Severino Bottero (Italia)

2ª manche:

Ore: 13.30 (UTC+1)

Porte: 56

Tracciatore: Andreas Evers (Austria)

#### Slalom speciale
| Pos. | Atleta             | Nazione  | Tempo   |
| ---- | ------------------ | -------- | ------- |
| 1    | Benjamin Raich     | Austria  | 1:41,34 |
| 2    | Rainer Schönfelder | Austria  | 1:41,58 |
| 3    | Giorgio Rocca      | Italia   | 1:42,08 |
| 4    | Markus Larsson     | Svezia   | 1:42,48 |
| 5    | André Myhrer       | Svezia   | 1:42,72 |
| 6    | Thomas Grandi      | Canada   | 1:42,76 |
| 7    | Silvan Zurbriggen  | Svizzera | 1:42,81 |
| 8    | Mitja Dragšič      | Slovenia | 1:43,24 |
| 9    | Patrick Biggs      | Canada   | 1:43,38 |
| 10   | Stéphane Tissot    | Francia  | 1:43,47 |

Data: 12 febbraio

Località: Bormio

Pista: Stelvio

Partenza: 1 470 m s.l.m.

Arrivo: 1 251 m s.l.m.

Dislivello: 219 m

1ª manche:

Ore: 10.00 (UTC+1)

Porte: 60

Tracciatore: Øivind Rognmo (Norvegia)

2ª manche:

Ore: 13.30 (UTC+1)

Porte: 61

Tracciatore: Dušan Grašič (Canada)

#### Combinata
| Pos. | Atleta             | Nazione  | Tempo   |
| ---- | ------------------ | -------- | ------- |
| 1    | Benjamin Raich     | Austria  | 3:19,10 |
| 2    | Aksel Lund Svindal | Norvegia | 3:20,01 |
| 3    | Giorgio Rocca      | Italia   | 3:20,08 |
| 4    | Michael Walchhofer | Austria  | 3:20,55 |
| 5    | Silvan Zurbriggen  | Svizzera | 3:20,98 |
| 6    | Lasse Kjus         | Norvegia | 3:21,34 |
| 7    | Daniel Albrecht    | Svizzera | 3:21,37 |
| 8    | Pierrick Bourgeat  | Francia  | 3:21,37 |
| 9    | John Kucera        | Canada   | 3:22,73 |
| 10   | François Bourque   | Canada   | 3:22,90 |

Data: 3 febbraio

Località: Bormio

Pista: Stelvio

Discesa libera

Ore: 11.45 (UTC+1)

Partenza: 2 160 m s.l.m.

Arrivo: 1 268 m s.l.m.

Lunghezza: 2 926 m

Dislivello: 892 m

Porte: 38

Tracciatore: Helmuth Schmalzl (FIS)

Slalom speciale

Partenza: 1 435 m s.l.m.

Arrivo: 1 251 m s.l.m.

Dislivello: 265 m

1ª manche:

Ore: 15.30 (UTC+1)

Porte: 58

Tracciatore: Sepp Brunner (Svizzera)

2ª manche:

Ore: 18.00 (UTC+1)

Porte: 52

Tracciatore: Claudio Ravetto (Italia)

### Donne

#### Discesa libera
| Pos. | Atleta                  | Nazione     | Tempo   |
| ---- | ----------------------- | ----------- | ------- |
| 1    | Janica Kostelić         | Croazia     | 1:39,90 |
| 2    | Elena Fanchini          | Italia      | 1:40,16 |
| 3    | Renate Götschl          | Austria     | 1:40,29 |
| 4    | Lindsey Vonn            | Stati Uniti | 1:40,52 |
| 5    | Ingrid Jacquemod        | Francia     | 1:40,86 |
| 6    | Jessica Lindell Vikarby | Svezia      | 1:40,98 |
| 7    | Anja Pärson             | Svezia      | 1:41,07 |
| 8    | Hilde Gerg              | Germania    | 1:41,32 |
| 9    | Nadia Styger            | Svizzera    | 1:41,37 |
| 10   | Isolde Kostner          | Italia      | 1:41,58 |

Data: 6 febbraio

Località: Santa Caterina Valfurva

Pista: Deborah Compagnoni

Partenza: 2 230 m s.l.m.

Arrivo: 1 745 m s.l.m.

Lunghezza: 3 901 m

Dislivello: 785 m

Ore: 11.45 (UTC+1)

Porte: 42

Tracciatore: Jan Tischhauser (FIS)

#### Supergigante
| Pos. | Atleta             | Nazione     | Tempo   |
| ---- | ------------------ | ----------- | ------- |
| 1    | Anja Pärson        | Svezia      | 1:17,64 |
| 2    | Lucia Recchia      | Italia      | 1:18,09 |
| 3    | Julia Mancuso      | Stati Uniti | 1:18,40 |
| 4    | Nadia Fanchini     | Italia      | 1:18,43 |
| 5    | Isolde Kostner     | Italia      | 1:18,54 |
| 6    | Tina Maze          | Slovenia    | 1:18,67 |
| 7    | Andrea Fischbacher | Austria     | 1:18,73 |
| 8    | Nadia Styger       | Svizzera    | 1:18,79 |
| 9    | Lindsey Vonn       | Stati Uniti | 1:18,82 |
| 10   | Kirsten Clark      | Stati Uniti | 1:18,94 |

Data: 30 gennaio

Località: Santa Caterina Valfurva

Pista: Deborah Compagnoni

Partenza: 1 335 m s.l.m.

Arrivo: 1 745 m s.l.m.

Lunghezza: 1 993 m

Dislivello: 590 m

Ore: 11.45 (UTC+1)

Porte: 40

Tracciatore: Xavier Fournier-Bidoz (Francia)

#### Slalom gigante
| Pos. | Atleta            | Nazione     | Tempo   |
| ---- | ----------------- | ----------- | ------- |
| 1    | Anja Pärson       | Svezia      | 2:13,63 |
| 2    | Tanja Poutiainen  | Finlandia   | 2:13,82 |
| 3    | Julia Mancuso     | Stati Uniti | 2:14,27 |
| 4    | Martina Ertl      | Germania    | 2:14,31 |
| 5    | Nicole Hosp       | Austria     | 2:14,38 |
| 6    | Karen Putzer      | Italia      | 2:14,84 |
| 7    | Elisabeth Görgl   | Austria     | 2:15,02 |
| 8    | Geneviève Simard  | Canada      | 2:15,11 |
| 9    | María José Rienda | Spagna      | 2:15,19 |
| 10   | Šárka Záhrobská   | Rep. Ceca   | 2:15,66 |

Data: 8 febbraio

Località: Santa Caterina Valfurva

Pista: Deborah Compagnoni

Partenza: 2 110 m s.l.m.

Arrivo: 1 730 m s.l.m.

Dislivello: 380 m

1ª manche:

Ore: 9.30 (UTC+1)

Porte: 45

Tracciatore: Michael Bont (Norvegia)

2ª manche:

Ore: 13.00 (UTC+1)

Porte: 46

Tracciatore: Anders Pärson (Svezia)

#### Slalom speciale
| Pos. | Atleta           | Nazione     | Tempo   |
| ---- | ---------------- | ----------- | ------- |
| 1    | Janica Kostelić  | Croazia     | 1:47,98 |
| 2    | Tanja Poutiainen | Finlandia   | 1:48,16 |
| 3    | Šárka Záhrobská  | Rep. Ceca   | 1:48,65 |
| 4    | Kathrin Zettel   | Austria     | 1:48,82 |
| 5    | Therese Borssén  | Svezia      | 1:49,02 |
| 6    | Resi Stiegler    | Stati Uniti | 1:49,27 |
| 7    | Sarah Schleper   | Stati Uniti | 1:49,29 |
| 8    | Julia Mancuso    | Stati Uniti | 1:49,30 |
| 9    | Ana Jelušić      | Croazia     | 1:49,33 |
| 10   | Nika Fleiss      | Croazia     | 1:49,99 |

Data: 11 febbraio

Località: Santa Caterina Valfurva

Pista: Deborah Compagnoni

Partenza: 1 900 m s.l.m.

Arrivo: 1 730 m s.l.m.

Dislivello: 170 m

1ª manche:

Ore: 14.30 (UTC+1)

Porte: 56

Tracciatore: Trevor Wagner (Stati Uniti)

2ª manche:

Ore: 17.30 (UTC+1)

Porte: 69

Tracciatore: Ante Kostelić (Croazia)

#### Combinata
| Pos. | Atleta          | Nazione     | Tempo   |
| ---- | --------------- | ----------- | ------- |
| 1    | Janica Kostelić | Croazia     | 2:53,70 |
| 2    | Anja Pärson     | Svezia      | 2:55,15 |
| 3    | Marlies Schild  | Austria     | 2:56,40 |
| 4    | Lindsey Vonn    | Stati Uniti | 2:56,60 |
| 5    | Šárka Záhrobská | Rep. Ceca   | 2:56,89 |
| 6    | Kathrin Zettel  | Austria     | 2:57,44 |
| 7    | Martina Ertl    | Germania    | 2:57,48 |
| 8    | Elisabeth Görgl | Austria     | 2:57,53 |
| 9    | Julia Mancuso   | Stati Uniti | 2:57,62 |
| 10   | Tina Maze       | Slovenia    | 2:57,81 |

Data: 4 febbraio

Località: Santa Caterina Valfurva

Pista: Deborah Compagnoni

Discesa libera

Ore: 11.45 (UTC+1)

Partenza: 2 415 m s.l.m.

Arrivo: 1 745 m s.l.m.

Lunghezza: 2 606 m

Dislivello: 670 m

Porte: 38

Tracciatore: Jan Tischhauser (FIS)

Slalom speciale

Partenza: 1 890 m s.l.m.

Arrivo: 1 730 m s.l.m.

Dislivello: 160 m

1ª manche:

Ore: 15.30 (UTC+1)

Porte: 47

Tracciatore: Bernd Brunner (Austria)

2ª manche:

Ore: 18.00 (UTC+1)

Porte: 52

Tracciatore: Andreas Pülacher (Svizzera)

### Gara a squadre
| Pos. | Nazione     | Atleti                                                                                                | Punti |
| ---- | ----------- | --- | ----- |
| 1    | Germania    | Monika Bergmann Florian Eckert Andreas Ertl Martina Ertl Hilde Gerg Felix Neureuther                  | 26    |
| 2    | Austria     | Renate Götschl Nicole Hosp Benjamin Raich Rainer Schönfelder Michael Walchhofer Kathrin Zettel        | 29    |
| 3    | Francia     | Pierrick Bourgeat Ingrid Jacquemod Carole Montillet Christel Pascal Laure Pequegnot Jean-Pierre Vidal | 38    |
| 4    | Stati Uniti | Ted Ligety Julia Mancuso Bode Miller Daron Rahlves Sarah Schleper Lindsey Vonn                        | 39    |
| 5    | Canada      | Brigitte Acton Patrick Biggs François Bourque Emily Brydon Erik Guay Thomas Grandi                    | 42    |
| 6    | Svizzera    | Daniel Albrecht Fränzi Aufdenblatten Didier Défago Sonja Nef Nadia Styger Silvan Zurbriggen           | 46    |
| 7    | Svezia      | Therese Borssén Janette Hargin Patrik Järbyn Markus Larsson André Myhrer Anja Pärson                  | 48    |
| 8    | Italia      | Chiara Costazza Nadia Fanchini Peter Fill Manfred Mölgg Karen Putzer Giorgio Rocca                    | 50    |
| 9    | Slovenia    | Mitja Dragšič Aleš Gorza Jure Košir Tina Maze Urška Rabič Andrej Šporn                                | 54    |

Data: 13 febbraio

Località: Bormio

Pista: Stelvio

1ª manche:

Ore: 9.30 (UTC+1)

Partenza: 1 696 m s.l.m.

Arrivo: 1 268 m s.l.m.

Lunghezza: 1 536 m

Dislivello: 428 m

Porte: 27

Tracciatore: Andreas Fürbeck (Germania)

2ª manche:

Ore: 13.00 (UTC+1)

Partenza: 1 435 m s.l.m.

Arrivo: 1 251 m s.l.m.

Dislivello: 184 m

Porte: 52

Tracciatore: Mike Morin (Stati Uniti)

## Medagliere per nazioni
| Pos. | Nazione     | Oro | Argento | Bronzo | Totale |
| ---- | ----------- | --- | ------- | ------ | ------ |
| 1    | Austria     | 3   | 4       | 4      | 11     |
| 2    | Croazia     | 3   | 0       | 0      | 3      |
| 3    | Stati Uniti | 2   | 1       | 3      | 6      |
| 4    | Svezia      | 2   | 1       | 0      | 3      |
| 5    | Germania    | 1   | 0       | 0      | 1      |
| 6    | Italia      | 0   | 2       | 2      | 4      |
| 7    | Finlandia   | 0   | 2       | 0      | 2      |
| 8    | Norvegia    | 0   | 1       | 0      | 1      |
| 9    | Francia     | 0   | 0       | 1      | 1      |
| 9    | Rep. Ceca   | 0   | 0       | 1      | 1      |